# داوود ورزیده
داوود ورزیده (زادهٔ ۱ بهمن ۱۳۴۸ در تهران) نوازندهٔ نی و آهنگساز اهل ایران است.

## زندگی هنری
داوود ورزیده، ۱ بهمن سال ۱۳۴۸ در تهران متولد شد. وی فارغ‌التحصیل مقطع کارشناسی رشتهٔ فیزیک از دانشگاه تهران است. او فراگیری ساز «نی» را از سال ۱۳۶۸ با شرکت در کلاس‌های شبانهٔ هنرستان موسیقی، نزد «حسن ناهید» آغاز کرد و دوره‌های مقدماتی، عالی و ردیف موسیقی ایرانی را از او آموخت. وی با آهنگسازان و خوانندگان سرشناسی همچون: فرامرز پایور، اسماعیل تهرانی، شهرام ناظری، احمد ابراهیمی، علی رستمیان، علیرضا افتخاری، حسام الدین سراج، علیرضا قربانی، سالار عقیلی و … همکاری داشته‌است.
حسن ناهید٬ از داوود ورزیده به عنوان یکی از شاگردان نخبه‌اش یاد کرده است.

## فعالیت‌های هنری
از جمله فعالیت‌های هنری داوود ورزیده می‌توان به موارد زیر اشاره نمود:
همکاری با «گروه پایور» به سرپرستی فرامرز پایور، همکاری با «گروه نوا» به سرپرستی مهرداد دلنوازی، همکاری با «گروه عشاق» به سرپرستی اسماعیل تهرانی، همکاری با «گروه بیدل» و «گروه سراج» به سرپرستی حسام الدین سراج، همکاری با «گروه همایون» به سرپرستی حسین پرنیا٬ همکاری با «گروه بین‌المللی رومی» به خوانندگی علیرضا قربانی، همکاری با «گروه موسیقی ایرانی» به سرپرستی هوشنگ ظریف٬ همکاری با گروه «اساتید» به سرپرستی سعید ثابت٬ همکاری با گروه «نای کوبان»٬ نوازندگی در آلبوم‌های موسیقی متعدد، نوازندگی در موسیقی فیلم و سریال، همکاری با مرکز موسیقی صدا و سیما، عضو هیئت داوران جشنوارهٔ جوان و موسیقی، همکاری با «ارکستر سازهای ملی ایران»، همکاری با «ارکستر سنتی صدا و سیما»، همکاری با «ارکستر شهر»٬ همکاری با ارکستر «وداع»٬ اجرا در جشنوارهٔ بین‌المللی ادبی و هنری «رومی» در اسلو و …

## آثار هنری
از جمله آثار هنری که داوود ورزیده در آن‌ها حضور داشته، به موارد زیر می‌توان اشاره نمود:

### آهنگسازی و تنظیم

#### آلبوم موسیقی
- «نشاط انگیز» به خوانندگی بهرام سارنگ[۲۷]
- «از نیستان» (بی‌کلام)[۲۸][۲۹]
- «نای کوبان» (بی‌کلام) به همراه رضا سامانی و بهنام سامانی[۳۰]
- «سه نوازی در آرامش» (بی‌کلام) به همراه حسین بهروزی‌نیا و جاوید افسری‌راد[۳۱]
- «عشق خدا» به آهنگسازی و خوانندگی منصور‌علی صفائی[۳۲]
- «دیگر» به خوانندگی و آهنگسازی رامین کاکاوند[۳۳]
- «قصهٔ کربلا» به همراه امید سیاره، به خوانندگی قاسم مطهری[۳۴]

تک آهنگ
- «باغ سرنوشت» به خوانندگی حسام‌الدین سراج[۳۵][۳۶]
- «بدخواه وطن» به خوانندگی صادق نوری[۳۷]
- «شادمانه» برای نی و ارکستر[۳۸]
- «بسیارتر از ستاره» به خوانندگی محمد گلریز[۳۹]
- «صبح شکوفا» به خوانندگی محمد گلریز[۴۰]
- «ایران» به خوانندگی جمشید عزیزخانی[۴۱] (مقام دوم در بخش تنظیم٬ از جشنوارهٔ موسیقی مقاومت ۱۳۸۸)[۴۲]
- «بهار ماندگار» به خوانندگی علیرضا وکیل منش[۴۳]
- «هوای نوروز» به خوانندگی علی چراغی[۴۴]
- «چاه تنهایی» به خوانندگی محمد عبدالحسینی[۴۵]
- «تا سحر» به خوانندگی محمد عبدالحسینی[۴۶]
- «حدیث سرو» به خوانندگی حسام‌الدین سراج[۴۷]
- «طواف عاشقی» به خوانندگی حسام‌الدین سراج[۴۸]
- «میلاد سحر» به خوانندگی غلامرضا پیروی[۴۹]
- «وارث آدم» به خوانندگی سعید رفیعی[۵۰]
- «اشک سرخ» به خوانندگی مهدی حبیبی[۵۱]
- «آفاق» به خوانندگی علی زند وکیلی[۵۲]
- «نقش گل» به خوانندگی مسعود میرزا احمد[۵۳]
- «سفر سلسله» به خوانندگی مرتضی فلاحتی[۵۴]
- «شرح بی‌قراری» به همراه فریدون حافظی، به خوانندگی غلامحسین اشرفی[۵۵]
- «جاده تنهایی» به خوانندگی محمد عبدالحسینی[۵۶]
- «گفتم گفتا» به خوانندگی عبدالحسین مختاباد[۵۷]
- «شه وتی هیوا» (شوق آرزو) به آهنگسازی و خوانندگی علاءالدین باباشهابی[۵۸]
- «عطر مهربانی» به خوانندگی محسن رحیمی[۵۹]
- «حسن مکرر» به خوانندگی سعید رفیعی[۶۰]
- «کاروان» به خوانندگی بهنام طاهری[۶۱]
- «یار من آمد» به خوانندگی وحید تاج[۶۲]
- «نسیم فروردین» به خوانندگی علی خدایی[۶۳]
- «استغنا» به خوانندگی علیرضا وکیلی منش[۶۴]
- «برای گل روی تو» به خوانندگی رضا طیبی[۶۵]
- «استهلال» به خوانندگی محمد دستمزدی[۶۶]
- «خاکساری» به خوانندگی علی چراغی[۶۷]
- «کینه» به خوانندگی علی چراغی[۶۸]
- «پیش درآمد افشاری» به آهنگسازی فرامرز پایور[۶۹]
- «رنگ بیات ترک» (به همراه سعید سرتایی) به آهنگسازی مرتضی محجوبی[۷۰]
- «اپرت» (به همراه سعید سرتایی) به آهنگسازی ابراهیم آژنگ
- «پاک چشمی» به خوانندگی مجید حسین‌خانی[۷۱]
- «صبح امید» به خوانندگی عباس جلیلیان[۷۲]
- «کشتی نجات» به خوانندگی جمشید عزیزخانی[۷۳]
- «مه‌توره لیم» به خوانندگی محمدابراهیم طهماسبی[۷۴]
- «چه غم» به خوانندگی بهرام سارنگ[۷۵]
- «بهار مجسم» (بی‌کلام)[۷۶]
- «صوفیانه و سماع»[۷۷]
- «تمنای وصال»[۷۸]

### نوازندگی

#### آلبوم موسیقی
- «ارغوان» به آهنگسازی فرامرز پایور و خوانندگی علی رستمیان[۷۹]
- «حکایت دل» به آهنگسازی فرامرز پایور و خوانندگی علی رستمیان[۸۰]
- «شب مهتاب» به آهنگسازی فرامرز پایور و خوانندگی علی رستمیان[۸۱]
- «سروش بهار» به آهنگسازی فرامرز پایور و خوانندگی بهرام باجلان[۸۲]
- «آیینه و خشت» با تنظیم شاهین شهبازی و خوانندگی احمد ابراهیمی[۸۳]
- «رقصانه» به آهنگسازی حسین پرنیا و خوانندگی شهرام ناظری[۸۴]
- «نیاز ابدی» به آهنگسازی مهرداد دلنوازی و خوانندگی جمال‌الدین منبری[۸۵]
- «نقش ماندگار» به آهنگسازی حسین پرنیا و خوانندگی رضا رضایی پایور[۸۶]
- «سایه دوست» به آهنگسازی و خوانندگی عبدالحسین مختاباد[۸۷]
- «وصف عشق» به آهنگسازی و خوانندگی رضا رضایی پایور[۸۸]
- «نقش ماندگار» به آهنگسازی حسین پرنیا و خوانندگی رضا رضاییی‌پایور[۸۹]
- «دلبر من» به آهنگسازی و خوانندگی رضا رضاییی‌پایور[۹۰]
- «قصه گیسو» به آهنگسازی رامین کاکاوند و خوانندگی حسام‌الدین سراج[۹۱]
- «ماه نو» به آهنگسازی و خوانندگی حسام‌الدین سراج[۹۲]
- «جام الست» به آهنگسازی علی طریقت، تنظیم علی قمصری و خوانندگی حسام‌الدین سراج[۹۳]
- «لب خوانی باران» به آهنگسازی صادق موسوی و خوانندگی حسام‌الدین سراج[۹۴]
- «مسیحا» به آهنگسازی بهرام خانی و خوانندگی حسام‌الدین سراج[۹۵]
- «آوای عشق» به آهنگسازی بهزاد خدا‌رحمی و خوانندگی علیرضا افتخاری[۹۶]
- «و اینک عشق» به خوانندگی بابک رادمنش و سامی یوسف[۹۷]
- «مدار تکرار» با تنظیم صادق نوری و خوانندگی بهمن کاظمی[۹۸]
- «شبت خوش باد، من رفتم» به آهنگسازی و خوانندگی علی تفرشی[۹۹]
- «خانه دوست کجاست» به آهنگسازی مهدی تاری و خوانندگی علیرضا افتخاری[۱۰۰]
- «از روزگار رنگ آمیز» به خوانندگی وحید تاج[۱۰۱][۱۰۲]
- «حکایت» به آهنگسازی و خوانندگی فرهاد برنجان[۱۰۳]
- «دیدار دوست» به آهنگسازی و خوانندگی مهدی نظری[۱۰۴]
- «بی‌نشان» به آهنگسازی حسین پرنیا و خوانندگی علی انصاری[۱۰۵]
- «سوی خرابات» به آهنگسازی مجید رئیسیان و خوانندگی علی‌اصغر رستمی[۱۰۶]
- «ترانه شو فریاد مرا» به آهنگسازی مجید واصفی و خوانندگی محمدرضا منصوری[۱۰۷]
- «خم‌خانه» به آهنگسازی و خوانندگی رامین کاکاوند[۱۰۸]
- «ارغوان» به آهنگسازی سورنا صفاتی و خوانندگی مژگان شجریان[۱۰۹]
- «مرحمت» به آهنگسازی هوشنگ سامانی و خوانندگی اشکان کمانگری[۱۱۰]
- «نگار ناز‌گر» به آهنگسازی آزاد میزا‌پور و خوانندگی شهاب الدین روحانی[۱۱۱]
- «ندای آسمانی» به آهنگسازی مهرداد تبریزی فرد[۱۱۲]
- «سودا زدگان» به آهنگسازی مهرداد ترابی و خوانندگی پیام مستوری[۱۱۳]